# Михайлова, Ирина Михайловна
Ири́на Миха́йловна Миха́йлова (род. 26 июня 1955 года, Ленинград) — советский и российский лингвист, переводчица нидерландской прозы и поэзии, преподавательница нидерландского и русского языков. Доктор филологических наук, профессор кафедры скандинавской и нидерландской филологии филологического факультета СПбГУ.

## Биография
Михайлова Ирина Михайловна окончила школу в 1972 году. В этом же году в Санкт-Петербургском Государственном университете на кафедре скандинавской филологии было открыто новое отделение нидерландского языка, куда и поступила И.М.Михайлова. В 1977 году Ирина Михайловна защитила дипломную работу "Развитие условных предложений в нидерландском языке" под научным руководством Игоря Борисовича Братуся и получила красный диплом, после чего её пригласили преподавать нидерландский язык на должность так называемого почасовика. В течение года Ирина Михайлова совмещала преподавательскую деятельность в университете и работу в Библиотеке Академии Наук, а затем полностью посвятила себя преподаванию. Через пять лет, в 1982 году, благодаря помощи и поддержке Валерия Павловича Беркова Ирину Михайловну оформили на полную ставку преподавателя нидерландского языка на кафедре скандинавской филологии.
Затем Михайлова оформила соискательство на степень кандидата наук и начала заниматься исследованиями в области истории сослагательного наклонения в нидерландском языке, сначала под руководством Михаила Ивановича Стеблин-Каменского, а затем, после его скоропостижной кончины, под руководством Валерия Павловича Беркова. Кандидатская диссертация «История сослагательного наклонения в нидерландском языке» была успешно защищена в 1987 году.
С началом перестройки в 1990-х годах и открытием границ появилась возможность заниматься переводами художественной литературы и публицистики, получая заказы как из-за рубежа, так и от заказчиков из России. Переводы заинтересовали И.М. Михайлову, и со временем она стала одним из самых выдающихся переводчиков с нидерландского языка в России. Основной сферой её интересов стали поэтические переводы, однако она переводит также прозу и публицистику.
Интерес к переводу стихов вылился впоследствии в докторскую диссертацию на тему «Язык нидерландской поэзии и проблемы поэтического перевода», написанную под научным руководством Валерия Павловича Беркова. Докторская степень Ирине Михайловне Михайловой была присвоена в 2009 году. 
В 2011 была отмечена наградой RusPrix Award в номинации "Личный вклад в развитие культурных связей Нидерландов и России". Награда RusPrix Award присуждается ежегодно организациям, компаниям и частным лицам, которые внесли значительный вклад в развитие деловых и культурных связей Королевства Нидерландов и России. 
На данный момент Ирина Михайловна является профессором Санкт-Петербургского государственного университета, где преподает нидерландский язык и множество авторских спецкурсов, начиная с вводно-фонетического курса нидерландского языка и заканчивая средненидерландским и курсом по литературе и нидерландской поэзии. В 2014 году вышел учебник по нидерландской литературе в двух томах, составленный и отредактированный Михайловой. Также она активно занимается переводческой деятельностью, занимается исследованиями в сфере нидерландистики и является наставником для многих начинающих нидерландистов. С 2019 года Ирина Михайлова стала заведующей кафедрой скандинавской и нидерландской филологии.
В 2015 году Ирине Михайловне присвоено почётное звание члена Королевской Академии Нидерландского языка и литературы Бельгии (KANTL). Академия была создана правительством Королевства Бельгии в 1886 году как автономный и независимый орган, занимающийся изучением и поддержкой нидерландского языка и литературы. Академия включает в себя 30 обыкновенных членов, 25 зарубежных почётных членов, в число которых входит Ирина Михайловна, и несколько фламандских почётных членов, число которых может изменяться.
В 2020 году Ирина Михайлова награждена переводческой премией Мартинуса Нейхофа, присуждаемой за лучший перевод с нидерландского и на нидерландский. В интервью она отмечала, что ей особенно нравится переводить произведения Луи Куперуса, и подчеркивала, что нидерландская литература заслуживает большего внимания русскоязычных читателей. 

## Goed Zo!
Goed Zo! — русскоязычный учебник, написанный Ириной Михайловой и Хансом Боландом специально для студентов отделения нидерландского языка. Работа над учебником Goed Zo! началась в 1995 году, когда возникла острая необходимость создания практической грамматики нидерландского языка на русском языке. Инициатором этого проекта стал нидерландец Ханс Боланд, работавший со студентами отделения в качестве носителя языка. Он запросил спонсорскую поддержку у нидерландского языкового сообщества Taal Unie и взял в соавторы Ирину Михайлову. На обе части учебника авторам было выделено всего полтора года. В эти сжатые сроки им не только удалось создать материалы двухчастного учебника, но и опробовать их на своих студентах.
Ирина Михайлова занималась теоретической частью — изложением правил грамматики и фонетики, а Ханс Боланд — составлением упражнений и ответов к ним, а также вводных текстов к урокам. Вводно-фонетический курс (первый урок учебника) по мнению Taal Unie должен был быть сжатым, так как в нидерландской методике фонетика не имеет первостепенной важности и, в первую очередь, обучаемый должен научиться говорить. Авторы стремились уделять внимание страноведению Нидерландов и Фландрии, поэтому в учебнике можно найти множество интересных фактов об истории и культуре этих стран.
Первый том был напечатан русским издательством «Symposium» на испанской типографии. Второй том напечатать сразу не удалось, так как субсидия была выдана сразу на руки авторам, и деньги во время дефолта обесценились. Он был напечатан лишь в 2004 году нидерландским издательством «Pegasus». Вместе с ним были переизданы первый том и книга учителя с ответами.
Немаловажной частью учебника является обширный аудио-материал, который сопровождает всю первую часть Goed zo!. Это 6 CD-дисков фонетических упражнений и озвученных диалогов и текстов из уроков учебника. Записью этих материалов занимался друг Ханса Боланда, нидерландский режиссёр и телеведущий Рик Заал. Диалоги, тексты и некоторые упражнения были озвучены различными нидерландскими и фламандскими артистами, поэтому в результате получилось очень живое и увлекательное сопровождение к учебнику.
Все имена в учебнике, а также интерьеры, описываемые в заданиях, взяты из жизни.
В 2005 году учебник «Goed zo!» получил премию филологического факультета СПбГУ как лучшая научная публикация года.

## Опубликованные работы
Монография
1. Язык нидерландской поэзии и проблемы поэтического перевода. Монография. СПб.: Изд-во СПбГУ, 2007. 13,5 п.л.

Научные статьи, опубликованные в ведущих российских периодических изданиях, рекомендованных ВАК Министерства образования и науки РФ
1. О судьбе одной нидерландской баллады // Скандинавская филология — Philologica Scandinavica. СПб., 2003. С. 162—175.
2. О значении внетекстовой информации при восприятии стихотворного произведения // Скандинавская филология — Scandinavica. Вып. VII. СПБ., 2004. С. 186—195 .
3. Стихотворение Х.Марсмана «Воспоминание о Голландии» и его русские переводы //Вестник Санкт-Петербургского университета. Сер. 9, выпуск 2. 2006. С. 3—12.
4. Ода Вондела «Рейн» и её русский перевод // Скандинавская филология — Scandinavica. Вып. VIII. СПб., 2006. С.161-171.
5. Голландия есть плоская страна? Образ Нидерландов в русских переводах нидерландской поэзии // Скандинавская филология — Scandinavica. Вып. IX. СПб., 2007. С. 175—188.
6. О методах и целях анализа стихотворных переводов // Вестник Санкт-Петербургского университета. Серия 9. 2007. Выпуск 3. Ч.II. С. 188—193.
7. Об одном переводе нидерландского поэтического текста в допетровскую эпоху. Опыт лингвистического анализа // Вестник Санкт-Петербургского университета. Серия 9. Вып. 1. Ч.II. 2008. С. 167—171.
8. О проблемах языка и формы в переводах нидерландской поэзии П. А. Корсакова (1790—1844) // Известия Российского государственного педагогического университета им. А. И. Герцена. Серия «Общественные и гуманитарные науки». № 10 (59). 2008. С. 135—141.
9. О стратегии переводов нидерландской поэзии в раннее советское время // Известия Российского государственного педагогического университета им. И. А. Герцена. Серия «Общественные и гуманитарные науки». № 10 (59). 2008. С. 142—146.
10. О переводах Иосифа Бродского с нидерландского языка (опыт лингвистического анализа) // Вестник Ленинградского государственного университета имени А. С. Пушкина. Научный журнал. № 2 (12). Серия «Филология». СПб., 2008. С. 49—60.
11. О некоторых закономерностях в расхождениях между оригиналом и переводом (на материале русских переводов нидерландской поэзии) // Вестник Санкт-Петербургского университета. Серия 9. 2008. Выпуск 2. Ч.I. С.
12. О переводческой стратегии Е. В. Витковского (переводы с нидерландского языка) // Вестник Санкт-Петербургского университета. Серия 9. 2008. Выпуск 2. Ч.II. С. 175—180.

Статьи и тезисы докладов, опубликованные в сборниках научных трудов и материалах международных и всероссийских научных и научно-практических конференций и съездов
1. Голландская литература в русских переводах конца XIX- начала XX века // Языки и культура. Материалы конференции. М., 1995. С. 255—270.
2. О способах перевода на русский язык нидерландских субстантивированных прилагательных и отадъективных существительных // Материалы XXVII Межвузовской научной конференции. Вып. 4. СПб, 1998. С. 22—26.
3. О каламбурах, ребусах и прочих головоломках в поэзии Херрита Каувенара // Язык и культуры. Материалы конференции «Бельгия — Нидерланды — Россия». Второй выпуск. М., 1999. С. 75—87.
4. Как быть с моноримами? (Об опыте перевода на русский язык поэмы Мартинуса Нейхофа «Аватер»). Материалы ХХУШ межвузовской научно-методической конференции филологического факультета. Выпуск 5.Актуальные проблемы теории и практики перевода. СПб,1999. С. 43—48.
5. О каламбурах, ребусах и прочих головоломках в поэзии Херрита Каувенара // Литература в зеркале эпохи. СПб, 1999. С. 138—150.
6. Луи Куперюс в русских переводах начала XX века //Россия -Голландия. Книжные связи XV—XX веков. СПб., 2000. С. 312—326.
7. Карел ван хэт Реве (1921—1999). Там же. С. 351—355.
8. Голландская литература в России — зачем? // Материалы XXIX Межвузовской научно-методической конференции преподавателей и аспирантов. Вып. 8. СПб., 2000. С. 46—48.
9. Голландская литература в русских переводах конца XIX — начала XX века. Луи Куперюс // Начало века. СПб., 2000. С. 214—233.
10. Об опыте авторизованного перевода // Вестник Института иностранных языков. № 2.2000. СПб., 2001. С. 97—105.
11. О восприятии голландской поэзии в России // Вестник Института иностранных языков. № 1. 2001.СПб., 2001. С. 4—20.
12. Оver Nederlandstalige literatuur in Rusland // Neerlandica extra muros. XXXIX, 1 februari 2001. P. 1—14.
13. Over het beeld van Belgie en Nederland in Rusland // Vertaling en Verbeelding. Gent, 2001. P. 57—60.
14. Тwee zelfstandigheden aan weerszijden // Vertaling en Verbeelding. Gent, 2001. P. 72—84.
15. Нидерландская литература по-русски: два века истории // Схелтьенс В. Библиография нидерландской литературы на русском языке. СПб.: Алетейя, 2003, С. 23—68.
16. П. А. Корсаков — пионер русской нидерландистики // Петербург и Западная Европа /Сб.статей под ред. Ю. Н. Беспятых. СПБ., 2003. С. 264—273 .
17. О Кейсе Верхейле и о повести «Гроза в Альпах» // Сообщения Российско-нидерландского научного общества. СПб: 2003. С. 292—298.
18. Голландская поэзия и её русские переводы // Нидерландские гостиные. Вып.1. СПб., 2003. С. 112—125.
19. Naar Rusland via Berlijn. Over de Russische vertaling van «Allerzielen» // Taal en cultuur in vertaling. Antwerpen-Apeldoorn, 2004. P. 69—79.
20. О переводе нидерландской поэзии в XIX веке // Материалы XXXIV филологической конференции. СПб., 2005. С. 41—47.
21. Национальная картина мира и художественный перевод // Актуальные проблемы перевода и межкультурной коммуникации. Курск, 2005. С. 50—57.
22. Vondels Rijnstroom stroomt door Rusland // De taal van Peter de Grote.. Leuven, 2006. P. 161—170.
23. Over de Russische vertaling van Nederlandse poёzie en het beeld van Nederland in Rusland // Met het oog op Nederland. Amsterdam: Pegasus, 2007. P. 65-92.
24. Guido Gezelle in het Russisch // Kunsttijdschrift Vlaanderen, 2007, № 316 (juni). P. 34-38.
25. Filip De Pillecyn: van de oevers van de Durme naar de oevers van de Neva // Filip De Pillecyn Studies III. Jaarboek van het Filip De Pillecyncomite. Hamme, 2007. P. 250—253.

Статьи
1. О нидерландских переводах, переводчиках, издателях и читателях русской литературы //Россия — Нидерланды: история и современность. Материалы международной научной конференции 14 — 15 апреля 2010. СПб., 2010. С. 182—193.
2. Из истории русско-нидерландских литературных связей //Россия и Нидерланды в XVII—XX вв.: новые исследования и актуальные проблемы. Материалы международной научной конференции (Институт всеобщей истории РАН, 15-16 мая 2013). М., 2014. С. 436—448.
3. Язык поэзии Хермана Хортера (1864—1927) и проблема её перевода на русский // Скандинавская филология = Scandinavica. Вып. XI. СПб., 2011. C. 120—130.
4. К 40-летию нидерландского отделения // Скандинавская филология = Scandinavica. Вып. XI. СПб., 2012. С. 3—7.
5. Из истории изучения русского языка в Нидерландах // Скандинавская филология = Scandinavica. Вып. XII. СПб., 2012. C. 139—147.
6. «Туманные» образы Голландии в русских переводах нидерландской поэзии // Россия — Запад — Восток. Литературные и культурные связи. Межэтнические и межконфессиональные связи в русской литературе и фольклоре. Вып. I. СПб, 2013. С. 273—278.
7. Hermeneutische Übersetzungsproblemen am Beispiel niederländisch-russische Lyrik Übersetzungen // Russische Übersetzungswissenschaf an der Schwelle zum 21. Jahrhundert. Berlin, 2013. P. 197—218.
8. Between West and East. Festschrift for Wim Honselaar. Amsterdam 2012. (Pegasus Oost Europese Studies, № 20.
9. Michajlova Irina Van hee Miriam (vertaler) Uit liefde voor de kunst 14-20, 2011
10. Взгляд из России: от "восьмидестников" до "Дома у Мечети",[13] очерк о нидерландской литературе.

Учебные, учебно-методические пособия, программы
1. Боланд Х., Михайлова И. М. Goed zo! Учебник нидерландского языка. Книга I. СПб., 1997. 204 с. (авторский вклад 50 %).
2. Боланд Х., Михайлова И. М. Goed zo! Учебник нидерландского языка. Книга 1 /Изд.2-е. Amsterdam, 2005. 204 с.; Книга 2. Amsterdam, 2004. 158 с. Книга 3. Amsterdam, 2005. 106 с. (авторский вклад 50 %).
3. История нидерландской литературы. Программа курса. // Кафедра скандинавской филологии. Учебные программы. СПб., 1999. С. 48—52.
4. Стилистика нидерландского языка. Программа спецкурса. Там же. С. 78—79.
5. Основы теории стихосложения и современная нидерландская поэзия. Программа спецкурса. Там же. С. 79—81.
6. Верхйел К., Куттенир П., Михалйлова И.: От «Лиса Рейнарда» до «Сна богов». История нидерландской литературы. В 3 томах, СПб: Александрия, 2014

Пособия по русскому языку
1. Prisma spreekwijzer Russisch (samen met Maarten Tengbergen). Utrecht, 1994
2. Russisch voor zelfstudie (samen met J.L.I. Fennell & Maarten Tengbergen). 11e druk: Utrecht, 2012.

Составление и редактирование
1. Журнал «Звезда», 2013, № 6. Посвящается нидерландской культуре.
2. От «Лиса Рейнарда» до «Сна богов». История нидерландской литературы. В двух томах. СПб: Александрия, 2013.

## Переводы

### Проза
Отдельные книги
1. Йохан Хейзинга. Об исторических жизненных идеалах и другие лекции. London: Overseas Publication Interchange Ltd., 1992. 220 с.
2. Кейс Верхейл. Вилла Бермонд. СПб: Звезда, 1998. 256 с.
3. А. Ф. Т.ван дер Хейден. Битва за Синий мост. СПб: ИНА-Пресс, 1999. 248 с
4. Кейс Верхейл. Танец вокруг мира. СПб, Изд-во журнала «Звезда», 2002. 272 с
5. Мариет Мейстер. Козлиная песнь. СПб: Амфора, 2002. 270 с.
6. Сейс Нотебоом. День поминовения. М.: Текст, 2004. 400 с
7. Макс Велтхейс. Лягушонок и чужестранец. М.: «Текст», 2005. 24 с.
8. Шурд Кейпер. Перочинный нож. СПб: Петербург XXI век, 2006. 104 с.
9. Маартен Бисхёвел. Морские рассказы. СПб: Лимбус-пресс, 2008. 188 с.
10. Йоке Ван Леувен. Пип! М.: Самокат, 2010.
11. Кейс Верхейл. Соната «Буря». СПб.: Журнал «Звезда», 2010
12. Obe Postma yn it Russysk — Обэ Постма на русском языке/ Uitgave Obe Postma Selskip. Ljouwert, 2011 (в соавторстве с А. А. Пуриным)
13. Рюди ван Данциг. Вспоминая Нуреева. След кометы. СПб: Геликон Плюс, 2011.
14. Хаген Х., Хаген М. Всех любимей ты! М.: КомпасГид, 2011. (В соавторстве с М. Ясновым)
15. Дюкато Ф., Петен Ш. День в музее. М.: Пешком в историю, 2014.
16. Петер Ван Гестел. Зима, когда я вырос. М.: Самокат, 2014.
17. Схапман К. Мышкин дом. Самми и Юлия. М.: Пешком в историю, 2014 г.
18. Луи Куперус. Тайная сила. СПб.: Геликон Плюс, 2014
19. Луи Куперус. О старых людях, о том, что проходит мимо. СПб.: Геликон Плюс, 2016
20. Карина Схапман. Мышкин дом. Самми и Юлия в парке развлечений.  М.: Пешком в историю, 2017
21. Барт Муйарт. Братья. М.: Самокат, 2017
22. Виллем Ф. Херманс. Воспоминания ангела-хранителя. СПб.: Геликон Плюс, 2018
23. Карина Схапман. Мышкин дом. Самми и Юлия в порту. М.: Пешком в историю, 2018
24. Ян Терлау. Зима во время войны. М.: КомпасГид, 2020

Журнальные публикации и публикации в сборниках
1. Карел ван хет Реве. Моя собственная смерть //Россия-Голландия. Книжные связи XV—XX вв. СПБ: Европейский дом, 2000. С. 351—361.
2. Сейс Нотебоом. Письмо (рассказ) // «Урал», 2002, сент. (около 20 стр.)
3. Кейс Верхейл. Пляска вокруг вселенной. Фрагменты из книги об Иосифе Бродском. // «Звезда». 2000. № 5. С. 84—92.
4. Он же. Фрагмент об Иосифе // «Урал», 2001 № 7. С. 209—218.
5. Он же «Гроза в Альпах». Фрагмент // «Урал», сентябрь 2002. (около 15 страниц)
6. Он же. Фрагмент из повести «Гроза в Альпах» //Россия-Голландия. Сообщения Русско-нидерландского научного общества. СПб: Европейский дом, 2003. С. 296—307.
7. Он же .Любовь остается. (О Борисе Рыжем) // «Знамя» 2005, N 1, С. 157—163.
8. Ян Волкерс. Исавовы руки (из «Terug naar Oegstgeest») // «Звезда», апрель 2007. (около 15 стр.)
9. Ян Волкерс. На крыльях пророков // Met het oog op Nederland. Lezingenbundel ter gelegenheid van het tienjarig bestaan van het Nederlands Instituut in Sint-Petersburg. Amsterdam: Uitgeverij Pegasus, 2007. P. 45-64.
10. Ян Волкерс. The Splendid Thirties. Из кн. "Назад в Ухстхейст // Иностранная литература 2013. № 10. С. 191—212.
11. Гортер Х. Стихи (в соавторстве с А.Пуриным) // Звезда 2013 № 6.
12. Фавери Х. Стихи; Тоннус Оостерхоф. Стихи. (Там же).
13. Н.Бейтс, К. ван хет Реве, Л.Куперус. Проза. (Там же).

### Поэзия
1. Каувенаар, Копланд, Эстер Янсма. Стихотворения // «Звезда», сентябрь 1996
2. Копланд. Альманах Urbi 1998. (около 10 стр.)
3. «Поэты о Репине» (Брассинха, Ходейн, Йеллема, Копланд, Оостерхофф, Рави, Де Ваард и др.) Groningen, 2002. (10 стихотворений)
4. Кейс Ауэнс. Звезда, сентябрь, 2003 (около 7 стихотворений)

В соавторстве с А. А. Пуриным
1. М. Нейхоф. Перо на бумаге. СПБ: Изд-во филол. ф-та, 2003. 208 с.
2. Я. Х. Леополд. Стихи. СПБ: Изд-во филол. ф-та, 2005. 136 с.
3. Г. Гезелле. Если сердце слышит. СПБ: Изд-во филол. ф-та, 2006. 176 с.
4. Г. Ахтерберг. Ода Гааге. СПБ, Изд-во филол. ф-та, 2007. 148 с.

(Переводы, вошедшие в эти книги, публиковались также по частям в журналах «Звезда», «Арион», «Зарубежные записки» и выходили тоненькими беленькими книжками, всего журнальных публикаций около семи, беленьких книжек — около пяти.)

### Документальная проза
Книги
1. Й.Дриссен. Царь Петр и его голландские друзья. (1/2 часть всей книги, вторая часть переведена Д. Ливервым). СПб: Образование-Культура, 1996. 172 с.
2. Койманс Л. Художник смерти. Анатомические уроки Фредерика Рюйша: Пер. с голланд. СПб.: Наука, 2008.

Статьи
1. Я. П. Хинрихс. Русская поэзия о Нидерландах / Россия-Голландия. Книжные связи XV-XX веков. СПб, «Европейский дом», 1999. С. 44—68, 312—326
2. Й.Дриссен. Были ли голландские книги XVII века о России бестселлерами? Там же. С. 186—196.
3. Й. ван Хеел. Путешествующий библиофил. Йохан Меерман в Петербурге и Москве (1798—1800). Там же. С. 295—305.
4. Й.Дриссен. Переписка амстердамского аптекаря Альберта Себы с хранителями Петербургской Кунсткамеры // Петр I и Голландия. СПб.: Европейский дом, 1997. С. 72—89.
5. Рене Кистемакер. «Здесь в глазах рябит от суденышек малых» // Россия-Голландия. Сообщения российско-нидерландского научного общества. СПб.: Европейский дом, 2003. С. 24—35.
6. Й. Дриссен. Почему на распродаже новой коллекции Альберта Себы в Амстердаме …. / Там же. С. 223—236.

Рецензии на книги
1. Boulogne P. HET TEMMEN VAN DE SCYTH: DE VROEGE NEDERLANDSE RECEPTIE VAN F.M. DOSTOEVSKIJ. — Amsterdam: Pegasus, 2011. — 770 p. — (Pegasus Oost-Europese Studies. Vol. 17). // НОВОЕ ЛИТЕРАТУРНОЕ ОБОЗРЕНИЕ 2012, № 3.
2. 1979: Jan Renkema. Schrijfwijzer //Internationale Neerlandistiek. 2012. Augustus. P. 55-57.